# Sam Darnold
Samuel Richard „Sam“ Darnold (geboren am 5. Juni 1997 in Dana Point, Kalifornien) ist ein US-amerikanischer American-Football-Spieler auf der Position des Quarterbacks. Er spielte College Football für die University of Southern California und steht bei den Seattle Seahawks in der National Football League (NFL) unter Vertrag. Im NFL Draft 2018 wurde Darnold als dritter Spieler von den New York Jets ausgewählt. Anschließend spielte er auch für die Carolina Panthers, die San Francisco 49ers und die Minnesota Vikings.

## Frühe Jahre
Darnold besuchte die San Clemente High in San Clemente, wo er neben Football auch erfolgreich Basketball spielte. Ursprünglich spielte er als Wide Receiver und Linebacker. Nachdem er wegen einer Verletzung als Quarterback eingesprungen war, wechselte er später zu dieser Position.

## College
Von 2015 bis 2017 besuchte Darnold die University of Southern California und spielte dort College Football für die USC Trojans in der NCAA Division I FBS. Nach einem Redshirtjahr als Freshman übernahm Darnold im vierten Spiel der Saison 2016 als Starting-Quarterback, nachdem zuvor Max Browne nicht hatte überzeugen können. Mit den Trojans konnte er den Rose Bowl 2017 mit 52:49 gegen die Penn State Nittany Lions gewinnen und wurde dort zum Most Valuable Player der Offense gewählt.
Insgesamt kam er für die Trojans auf 549 erfolgreiche Pässe bei 846 Passversuchen und 7229 Yards sowie 57 geworfene Touchdowns bei 22 Interceptions.

## NFL
Darnold wurde im NFL Draft 2018 als insgesamt dritter Spieler und als zweiter Quarterback von den New York Jets ausgewählt, wobei die meisten Experten damit rechneten, dass er als erstes ausgewählt werden würde. Allerdings wählten die Cleveland Browns mit dem ersten Pick Baker Mayfield von den Oklahoma Sooners. Am 29. August 2018 wurde er von den Jets als Starting-Quarterback benannt, womit er vor Drew Bledsoe der jüngste Starting-Quarterback beim ersten Saisonspiel eines Teams und zweitjüngster Starting-Quarterback der NFL überhaupt hinter Tommy Maddox seit 1970 wurde. In der Preseason hatte er in drei Spielen bei zwei Touchdowns und einer Interception 244 Yards geworfen und sich gegen Josh McCown und Teddy Bridgewater, der gegen einen Drittrundenpick an die New Orleans Saints abgegeben wurde, durchgesetzt.
Bei seinem NFL-Debüt gegen die Detroit Lions warf er bei seinem allerersten Pass eine Interception, die direkt in einen Touchdown für die Lions mündete. Danach brachte er 80 Prozent der Pässe an, warf zwei Touchdowns bei 198 Yards und führte die Jets zu einem letztlich ungefährdeten 48:17-Sieg. Nachdem er sich in Woche 9 eine Fußverletzung zugezogen hatte, wurde er für mehrere Wochen durch McCown ersetzt. Bei seinem Comeback in der 14. Woche gegen die Buffalo Bills führte er die Jets zu einem 27:23-Sieg und beendete damit eine sechs Spiele währende Niederlagenserie. Insgesamt konnte Darnold als Rookie jedoch nicht überzeugen, er warf 17 Touchdowns bei 15 Interceptions und brachte nur 57,7 Prozent seiner Pässe an.
Nach der ersten Partie der Saison 2019 erkrankte Darnold am Pfeiffer-Drüsenfieber und fiel daher für mehrere Wochen aus. Bei seinem Comeback in Woche 6 gegen die Dallas Cowboys führte er die bis dahin sieglosen Jets zu ihrem überraschenden ersten Saisonsieg, wobei er zwei Touchdowns und eine Interception warf. Für seine Leistung in diesem Spiel wurde er als AFC Offensive Player of the Week ausgezeichnet. Im nächsten Spiel gegen die New England Patriots hatte Darnold jedoch einen rabenschwarzen Tag. Bei der 0:33-Niederlage warf er vier Interceptions und verlor einen Fumble. Darnold beendete die Saison 2019 mit 3024 Passing Yards, 19 Touchdowns und 13 Interceptions.
Am 4. Spieltag der Saison 2020 verletzte sich Darnold an der Schulter und musste daher in vier Spielen durch Joe Flacco ersetzt werden. Die Jets verloren in dieser Saison ihre ersten dreizehn Partien, dabei stand Darnold neunmal als Starter auf dem Feld. Er hatte 2020 in einer schwachen Offense das niedrigste Quarterback Rating aller Spieler mit einer nennenswerten Anzahl an Snaps als Quarterback und warf nur neun Touchdownpässe bei elf Interceptions.
Am 5. April 2021 wurde Darnold von den Jets gegen einen Sechstrundenpick 2021, einen Zweitrundenpick 2022 und einen Viertrundenpick 2022 zu den Carolina Panthers getradet. Da die Jets die Saison 2020 mit einer Bilanz von 2–14 den zweiten Pick im NFL Draft 2021 besaßen und damit in Position für einen der aussichtsreichsten College-Quarterbacks waren, war Darnold für die kommende Saison entbehrlich geworden. Die Jets wählten schließlich Zach Wilson als Darnolds Nachfolger. Die Panthers zogen die Fifth-Year-Option von Darnolds Rookievertrag und ernannten ihn zu ihrem neuen Starter. Darnold startete gut in die Saison 2021 und gewann mit den Panthers die ersten drei Spiele, konnte jedoch im weiteren Saisonverlauf nicht überzeugen und verlor fünf der nächsten sechs Spiele. Nachdem er am neunten Spieltag drei Interceptions gegen die New England Patriots geworfen hatte, wurde er wegen einer Schulterverletzung auf die Injured Reserve List gesetzt. Danach wurde er durch Cam Newton ersetzt, unter dem sich die Leistungen der Panthers ebenfalls nicht verbesserten, weshalb Darnold in den letzten drei Partien der Saison wieder zum Einsatz kam. Insgesamt kam Darnold in der Saison 2021 auf 2527 Yards Raumgewinn und neun Touchdowns bei 13 Interceptions. In der Saison 2022 bestritt Darnold sechs Spiele als Starter bei den Panthers. Zunächst war er Backup, nachdem Baker Mayfield sich in der Saisonvorbereitung sich als Starter durchgesetzt hatte. Wegen einer Knöchelverletzung stand er zu Beginn der Saison auf der Injured Reserve List. Für das Spiel gegen die Denver Broncos am zwölften Spieltag wurde Darnold infolge schlechter Leistungen von Mayfield zum neuen Starter ernannt. Er gewann mit den Panthers vier der letzten sechs Spiele und warf sieben Touchdownpässe bei drei Interceptions.
Im März 2023 unterschrieb Darnold einen Einjahresvertrag bei den San Francisco 49ers. Als Backup von Brock Purdy kam Darnold zu mehreren Kurzeinsätzen und war Starter am letzten Spieltag der Regular Season, als die 49ers ihre Starter für die Play-offs schonten. Darnold erreichte mit San Francisco den Super Bowl LVIII, den sie gegen die Kansas City Chiefs verloren.
Im März 2024 unterschrieb Darnold einen Einjahresvertrag im Wert von 10 Millionen US-Dollar bei den Minnesota Vikings, nachdem ihr Starting-Quarterback Kirk Cousins zu den Atlanta Falcons gewechselt war. Infolge der Verletzung von Rookie J. J. McCarthy, den die Vikings in der ersten Runde des NFL Draft 2024 ausgewählt hatten, ging er als unangefochtener Starter in die Saison. Darnold spielte in Minnesota seine bis dahin mit Abstand beste Saison. Er gewann mit den Vikings 14 Spiele und verzeichnete 66,2 % angebrachte Pässe, 4319 Yards Raumgewinn im Passspiel und 35 Touchdowns. Allerdings verlor er mit den Vikings die letzten beiden Spiele deutlich und schied mit ihnen in der ersten Runde der Play-offs aus.
Zur Saison 2025 einigte sich Darnold mit den Seattle Seahawks auf einen Dreijahresvertrag im Wert von 100,5 Millionen US-Dollar, wo er Geno Smith nach dessen Wechsel zu den Las Vegas Raiders ersetzte.

### NFL-Statistiken
| 2018                               | NYJ    | 13 | 13 | 239–414     | 57,7 | 2865   | 17 | 15 | 77,6  |
| 2019                               | NYJ    | 13 | 13 | 273-441     | 61,9 | 3.024  | 19 | 13 | 84,3  |
| 2020                               | NYJ    | 12 | 12 | 217–364     | 59,6 | 2.208  | 9  | 11 | 72,7  |
| 2021                               | CAR    | 12 | 11 | 243–406     | 59,9 | 2.527  | 9  | 13 | 71,9  |
| 2022                               | CAR    | 6  | 6  | 82–140      | 58,6 | 1.143  | 7  | 3  | 92,6  |
| 2023                               | SFO    | 10 | 1  | 28–46       | 60,9 | 297    | 2  | 1  | 85,1  |
| 2024                               | MIN    | 17 | 17 | 361–545     | 66,2 | 4.319  | 35 | 12 | 102,5 |
| Gesamt                             | Gesamt | 83 | 73 | 1.443–2.356 | 61,2 | 16.383 | 98 | 68 | 83,9  |
| Quelle: pro-football-reference.com |        |    |    |             |      |        |    |    |       |